# 타카시로 케이
타카시로 케이(일본어: 貴城 けい, 1974년 5월 22일~)는 일본의 배우이다. 전 다카라즈카 가극단 소라구미 톱스타이다.
오스카 프로모션 소속이다. 남편은 전 가부키 배우이자 현재는 신파 배우인 2대 키타무라 로쿠로이다. 키 170cm, 혈액형은 O형이다. 도쿄도 출신이다.

## 약력
중학교 3학년 1년간 노래와 댄스 레슨을 다녔고, 중학교 졸업과 동시에 다카라즈카 음악학교에 합격하였다.
1992년, 다카라즈카 가극단 78기생으로 입단. 입단 당시 성적은 40명 중 15등이었다. 『이 사랑은 구름 속까지』로 초무대.
1993년 1월 9일, 유키구미에 배속. 당시 톱스타였던 이치로 마키의 곁에서 경험을 쌓았다. 1995년, 『JFK』 신인공연에서 카스트로 역, 1996년, 『엘리자베트』 일본 초연 신인공연에서 루돌프 역 (본공연에선 쥬라 역)을 경험하고, 1997년, 『가면의 로마네스크』로 신인공연 첫 주연. 1년 선배인 아란 케이와 함께 차세대 유키구미를 이끌 인재로 주목받았고, 또 동기인 하나구미 소속 세나 준, 츠키구미 소속 오오조라 유우히 보다 빠르게 신인공연 주연을 해냈다.
2002년, 유키구미 톱스타로 아사미 히카루가 승격함에 따라, 니반테가 되었다. 초무대도, 구미마와리도 유키구미로, 유키구미밖에 경험하지 않은 타고난 유키구미 사람이지만, 2004년의 2번째 특별 출연 기간에는, 호시구미ㆍ츠키구미에 연속 출연을 해, 그 사이에 다카라즈카 OG들의 우메다 코마 극장 공연 「신판 사쿠라부키 타누키고젠」에도 외부 출연.
2006년, 소라구미로 조이동. 7월에 소라구미 톱스타에 취임. 상대역으로는 시죠 루이를 맞이했다. 오히로메 공연은 같은 해 8월의 하카타좌 공연 『COPACABANA』이다. 대극장 오히로메는 유신의 영웅 사카모토 료마를 소재로 한 『유신회천・료마전！/더 클래식』이다. 또 이 공연이 퇴단공연이기도 해, 쇼 더 클래식에서는 소라구미 조원의 애드리브로 "I love 카시상 (타카시로의 애칭)" 등의 대사와 가사가 듬뿍 담겨 있었다.
2007년 2월 12일, 도쿄공연 천추락을 마지막으로 다카라즈카 가극단을 퇴단. 상대역인 시죠 루이도 같이 퇴단했다. 같은 해 4월 1일부터 오스카 프로모션에 소속돼 배우로서의 활동을 시작했다. 퇴단 후에는 뮤지컬, 스트레이트 플레이, 낭독극, 쇼 등, 다방면에 걸친 분야에서 무대를 중심으로 열정적으로 활동하고 있다.
2010년 4월, 일본 초연 브로드웨이 뮤지컬 『사이드 쇼』에서는 실존했던 결합쌍둥이 데이지&바이올렛 힐튼 자매의 기구한 운명을 데이지 역의 쥬리 사키호와 함께 연기해 자신의 대표작을 확립했다는 평가를 받는다. 이 작품은, 2010년 6월 10일, 다이제스트판 격인 뮤지컬 라이브가 상연됐다. 2009년부터 2010년에 걸쳐서는 영화, TV드라마로 활동 장소를 넓혔다.
2011년, 연예계 생활 20주년에는 주연 무대 2편, 라이브, CD 발매 등이 진행됐다. 본인이 인터뷰에서 운명적인 역할이자 작품이라고 말한 『사이드 쇼』의 재연도 이루어졌지만, 도쿄 공연 천추락에서 20년의 무대 인생 첫 휴연 (급성 페렴이 원인)에 의해 공연 자체도 중지되는 사태가 벌어졌다 (오사카 공연은 1역을 2명이서 나누어 행하는 이례적인 대역으로 공연이 행해졌다). 그 해 여름 「왕과 나」에 안나 역으로 출연한다는 제작 발표가 병 요양으로 인한 결석으로 이루어졌지만, 이후, 컨디션이 계속 좋아지지 못하자, 컨디션 불량으로 일찌감치 하차가 발표 되었다.
2011년 10월 10일의 휴연 이후, 1개월 입원하였다. 2012년 4월에 오사카 신가부키좌에서의 콘서트로 무대에 복귀하였다. 2012년은 낭독극을 포함한 몇 편의 무대에 출연했다.
2013년 1월 30일, 같은 달 27일에 가부키 배우 2대 이치카와 츠키노스케 (현재 신파 배우 2대 키타무라 로쿠로)와 결혼한 것을 발표했다. 결혼식은 2015년 2월 1일에 행해졌다.

## 저서
- 다카라즈카식 「미인」 양성 강좌 전설의 「못난이의 25개조」에서 배우는 「예쁨」에의 레슨 (2008년, 코단샤) ISBN 4062147181
- 다카라즈카식 「못난이의 25개조」에서 배우는 「미인」 양성 강좌 (2011년, 코단샤＋α문고) ISBN 4062814722

## 디스코 그래피

### 앨범
- PASSER - 20th Anniversary (2011년 5월 22일)

- LIVE DVD『PASSER』 (2011년 10월)

### 게스트 참가
- 레이진 REIJIN (2015년 1월 21일) - 「키스 KISS」 (ORIGINAL LOVE)를 커버
- 코시지 후부키 트리뷰트 앨범 『코시지 후부키에게 바치다』 (2016년 12월 21일) - 「세시봉」 「그대를 기다리다」를 커버